# Calçotada
La calçotada (/kəlsuˈtadə/) es una comida típica de Cataluña (España). Su origen se atribuye a la ciudad de Valls, en la comarca tarragonesa del Alto Campo, pero gracias a su carácter de comida comunitaria se ha ido extendiendo, y actualmente se degusta en toda la comunidad autónoma. 
Las calçotades suelen celebrarse entre mediados de enero hasta abril aproximadamente, pues es durante estos meses cuando se cosecha el calçot, su ingrediente principal. Asimismo, la temporada de calçots supone un motivo de reunión con familiares y amigos en torres, casas rurales, masías y espacios habilitados para hacer brasa.

## Preparación
En primer lugar, los calçots se preparan, separándolos de uno en uno, cortando las raíces y dejando una parte del penacho de hojas para poder sujetarlo al momento de pelarlos. Se asan directamente sobre llamas de sarmientos en parrillas amplias, preferentemente de doble cara para poder girarlos todos a la vez. Cocidos en su punto, la capa exterior de los calçots se carboniza, dejando el interior cocido y tierno. Una vez se ha asado una tanda, se envuelve en papel de diario para conservar el calor, mientras se preparan los demás, hasta finalizar. Se llevan a la mesa, bien en el mismo paquete, bien sobre una teja de cerámica, que ayuda a conservarlos calientes.
Las brasas obtenidas se aprovechan para asar la carne que se sirve en el segundo plato, tradicionalmente carne de cordero y butifarra.
Se consumen con las manos, desprendiendo la capa carbonizada y sumergiendo cada calçot en una salsa especial, la salvitxada, similar a la salsa romesco. Esto hace casi inevitable tiznarse y mancharse.